# Ик (приток Оши)
Ик — река в Омской области России. Устье реки находится в 104 км от устья по левому берегу реки Оша, в полутора километрах южнее деревни Тимино на высоте менее 65 м над уровнем моря. Длина реки составляет 48 км.

## Данные водного реестра
По данным государственного водного реестра России относится к Иртышскому бассейновому округу, водохозяйственный участок реки — Оша, речной подбассейн реки — бассейны притоков Иртыша до впадения Ишима. Речной бассейн реки — Иртыш.